# جون بوند (لاعب كرة قدم)
جون بوند (بالإنجليزية: John Bond)‏ (17 ديسمبر 1932 في المملكة المتحدة - 25 سبتمبر 2012 بمانشستر في المملكة المتحدة) هو معلق رياضي ومدرب كرة قدم ولاعب كرة قدم بريطاني في مركز الدفاع. لعب مع نادي توركي يونايتد ووست هام يونايتد.

## وصلات خارجية
- جون بوند على موقع قاعدة بيانات كرة القدم.إي يو (الإنجليزية)
- جون بوند على موقع Soccerbase.com (مدرب) (الإنجليزية)